# 1202-й отдельный сапёрный батальон
1202-й отдельный сапёрный батальон — воинское подразделение в вооружённых силах СССР во время Великой Отечественной войны.

## История
Сформирован в начале 1942 года.
В составе действующей армии с 15.03.1942 по 02.06.1942 года.
Действовал на Карельском фронте.
02.06.1942 года переформирован в 169-й отдельный батальон инженерных заграждений 1-го формирования

### Подчинение
вероятно *
| Дата            | Фронт (округ)     | Армия      | Корпус | Примечания |
| --------------- | ----------------- | ---------- | ------ | ---------- |
| 01.04.1942 года | Карельский фронт* | -          | -      | -          |
| 01.05.1942 года | Карельский фронт  | 14-я армия | -      | -          |
| 01.06.1942 года | Карельский фронт* | -          | -      | -          |